# Ангиотензин
Ангиотензин — олигопептидный гормон, который вызывает вазоконстрикцию (сужение сосудов), повышение кровяного давления и высвобождение другого гормона — альдостерона из коры надпочечников в кровоток. Ангиотензин образуется из белка-предшественника ангиотензиногена, сывороточного глобулина, который продуцируется в основном печенью. Ангиотензин играет важную роль в т. н. ренин-ангиотензиновой системе.

## Ангиотензиноген

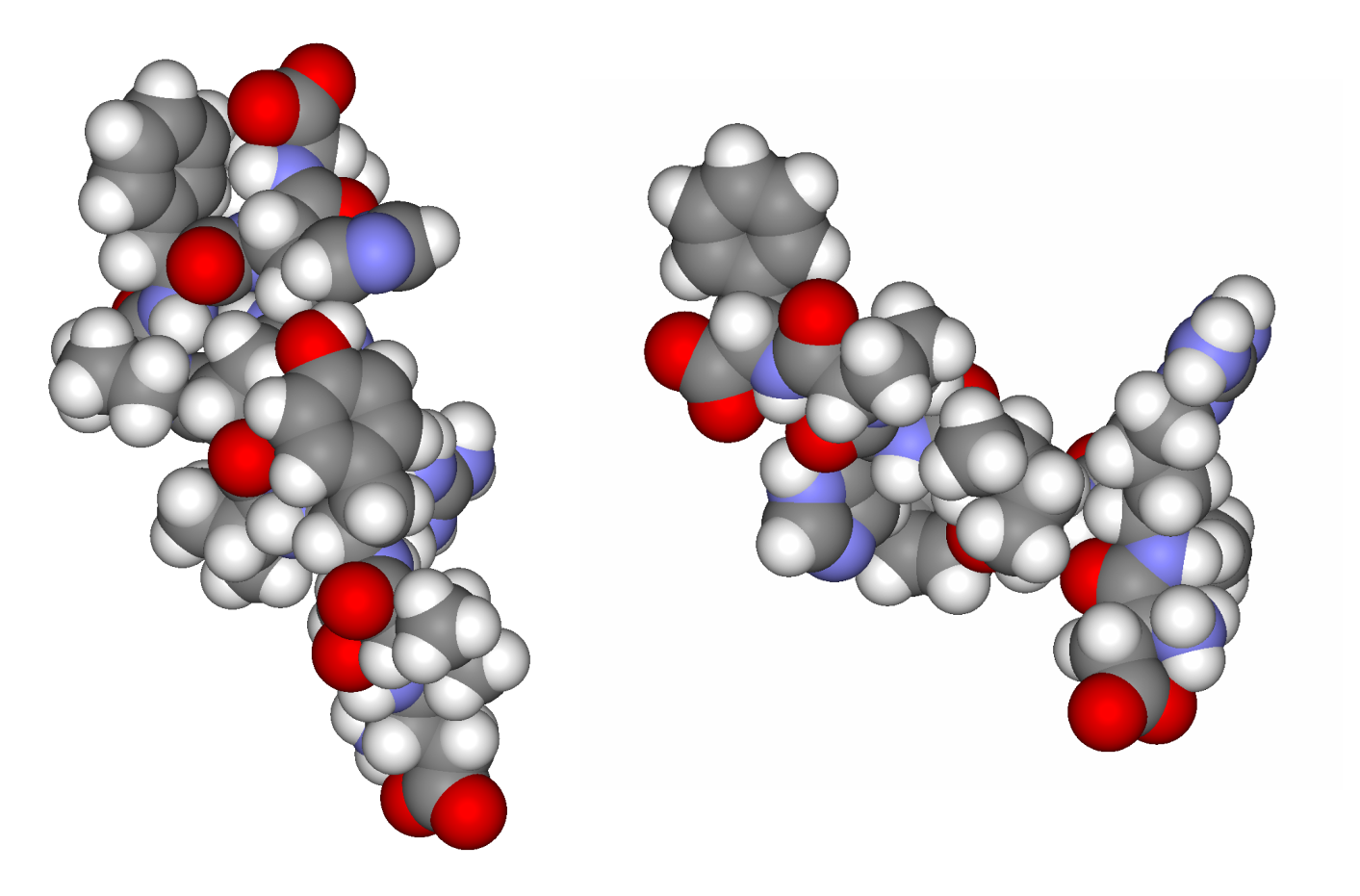
Сравнение структуры ангиотензина I и ангиотензина II.

Ангиотензиноген — белок из класса глобулинов, состоит из 453 аминокислот. Он постоянно вырабатывается и высвобождается в кровь в основном печенью. Ангиотензиноген относится к серпинам, хотя в отличие от большинства серпинов он не ингибирует другие белки. Уровень ангиотензиногена повышается под действием плазменных кортикостероидов, эстрогена, тиреоидного гормона и ангиотензина II.

## Ангиотензин I
Ангиотензин I образуется из ангиотензиногена под действием ренина. Ренин вырабатывается почками в ответ на снижение внутрипочечного давления на юкстагломерулярные клетки и сниженную доставку Na+ и Cl− к macula densa.
Ренин отщепляет декапептид (пептид из 10 аминокислот) от ангиотензиногена, гидролизуя пептидную связь между лейцином и валином, что приводит к высвобождению ангиотензина I. Ангиотензин I не обладает биологической активностью и является только предшественником активного ангиотензина II.

## Ангиотензин II
Ангиотензин I преобразуется в ангиотензин II под действием ангиотензинпревращающего фермента (АПФ), который отщепляет две последние (то есть C-концевые) аминокислоты. Таким образом образуется активный октапептид (из 8 аминокислот) ангиотензин II. Ангиотензин II обладает сосудосуживающей активностью и увеличивает синтез альдостерона.
Система ангиотензина является основной мишенью для гипотензивных (снижающих давление) лекарств. АПФ является мишенью для многих ингибирующих лекарств, снижающих уровень ангиотензина II. Другой класс лекарств — антагонисты ангиотензин II AT1-рецепторов.
Дальнейшая деградация ангиотензина II может приводить к образованию ещё меньших пептидов: ангиотензина III (7 аминокислот) и ангиотензина IV (6 аминокислот), которые обладают сниженными по сравнению с ангиотензином II активностями.

## Функциональная активность ангиотензина II

### Сердечно-сосудистая система
Ангиотензин — сильный вазоконстриктор прямого действия. Он сужает артерии и вены, что приводит к повышению давления. Сосудосуживающая активность ангиотензина II определяется его взаимодействием с AT1-рецептором. Лиганд-рецепторный комплекс активирует НАДФH-оксидазу, образующую супероксид, который в свою очередь взаимодействует с вазорелаксирующим фактором оксидом азота NO и инактивирует его. Кроме этого, он обладает протромботическим эффектом, регулируя адгезию и агрегацию тромбоцитов и синтез ингибиторов PAI-1 и PAI-2.

### Нервная система
Ангиотензин вызывает чувство жажды. Он повышает секрецию антидиуретического гормона в нейросекреторных клетках гипоталамуса и секрецию АКТГ в передней доле гипофиза, а также потенциирует высвобождение норадреналина за счёт прямого действия на постганглионарные симпатические нервные волокна.

### Надпочечники
Под действием ангиотензина кора надпочечников выделяет гормон альдостерон, вызывающий задержку натрия и потерю калия.

### Почки
Ангиотензин обладает прямым эффектом на проксимальные канальцы, что увеличивает задержку натрия. В целом ангиотензин увеличивает скорость гломерулярной фильтрации за счёт сужения эфферентных почечных артериол и повышения давления в почках.

## Ангиотензин иCOVID-19
Поскольку ангиотензин является основной мишенью для снижающих давление лекарств и одновременно инструментом для прикрепления коронавирусов, группа учёных при изучении механизмов течения коронавирусного заболевания обратила внимание на значительное увеличение концентрации брадикинина (брадикининовый шторм) за счет воздействия этих двух факторов (регулирующих давление препаратов с брадикинином и коронавирусов: те и другие стимулируют синтез АПФ2). Это вызывает и критические осложнения, особенно у пациентов с гипертонией, а именно:
1. неадекватное расширение сосудов = слабость, утомляемость, нарушения ритма сердца;
2. увеличение проницаемости сосудов, что приводит к росту миграции иммунных клеток и усилению воспаления, а также риску отёков[3];
3. усиление синтеза гиалуроновой кислоты (в том числе в легких), которая вместе с тканевой жидкостью образует гидрогель в просвете альвеол, вызывая проблемы с дыханием и обусловливая неэффективность ИВЛ;
4. потенциальное увеличение концентрации тканевого активатора плазминогена, с ростом риска кровотечений;
5. потенциальное повышение проницаемости гематоэнцефалического барьера, вызывающее неврологическую симптоматику.